# 豊浦町 (山口県)

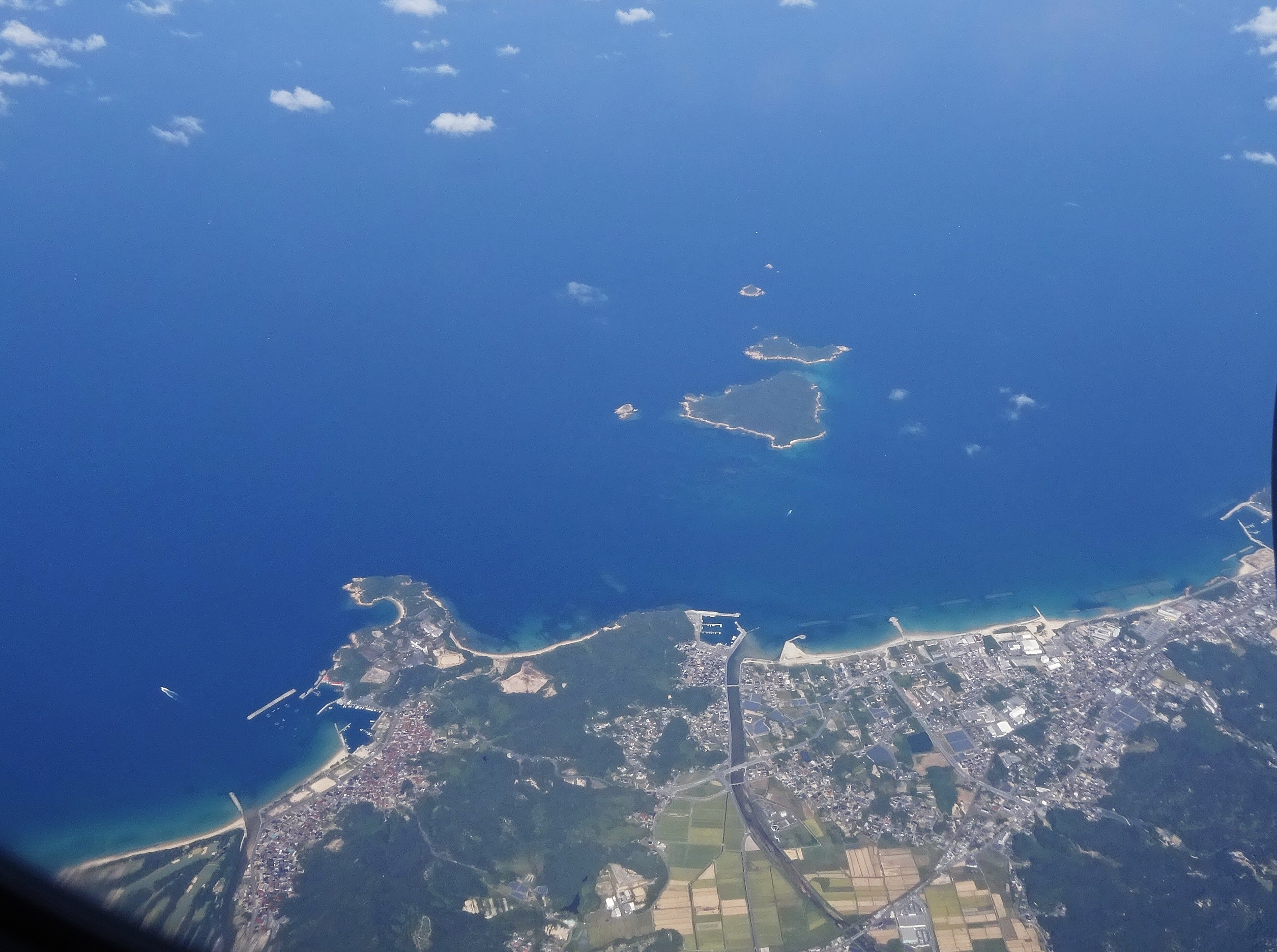
旧豊浦町川棚中心部と、響灘の男島・女島

豊浦町（とようらちょう）は、かつて山口県に存在した町。豊浦郡に属した。
2005年、旧・下関市等と合併し下関市となり、下関市豊浦町となった。

## 概要
旧下関市の北、響灘に面した場所にある。漁村と田園地帯が広がる一方で、下関市のベッドタウンとして開発が行われたエリアも存在する。
男島、女島などの無人島も存在する。
川棚温泉などの観光資源が存在している。

## 歴史
- 1955年（昭和30年）4月1日 - 豊西村・黒井村・川棚村および宇賀村の一部（大字宇賀）が合併して豊浦町が発足。
- 1956年（昭和31年）7月1日 - 小串町を編入。
- 2005年（平成17年）2月13日 - 下関市・菊川町・豊田町・豊北町が合併し、改めて下関市が発足。同日豊浦町廃止。

## 産業
漁業
- 宇賀漁港
- 小串漁港
- 川棚漁港
- 涌田漁港
- 室津下漁港

## 交通

### 鉄道
- 山陰本線 - 宇賀本郷駅 - 湯玉駅 - 小串駅 - 川棚温泉駅 - 黒井村駅

中心駅は川棚温泉駅。

### 道路
- 国道191号

### バス
- サンデン交通
- ブルーライン交通
- 豊浦町営バス

## 名所・旧跡・観光
- 川棚温泉
- 大河内温泉
- 川棚クスの森（国指定天然記念物）
- リフレッシュパーク豊浦
- 響灘・厚島展望公園

## 学校

### 高等学校
県立
- 山口県立響高等学校（統合して山口県立下関北高等学校になっている。）

### 中学校
町立
- 豊洋中学校
- 夢が丘中学校

### 小学校
町立
- 室津小学校
- 誠意小学校
- 川棚小学校
- 小串小学校
- 宇賀小学校

## 山口県内各放送局のテレビチャンネル・FMラジオ周波数
※テレビチャンネルについてはアナアナ変更によりチャンネルが変更される場合あり。
- NHK山口総合テレビ　下関豊浦：42ch、下関川棚：54ch
- NHK山口教育テレビ　下関豊浦：44ch、下関川棚：25ch
- 山口放送　下関豊浦：62ch、下関川棚：51ch
- テレビ山口　下関豊浦：59ch、下関川棚：56ch
- 山口朝日放送　37ch
- NHK山口FM　81.3MHz
- FM山口　78.3MHz

## 出身有名人
- 豊真将紀行（元大相撲力士）
- 豊響隆太（元大相撲力士）
- 井上雪彦（山口放送アナウンサー）